# Авдеев, Юрий Алексеевич
Авдеев Юрий Алексеевич (родился 14 ноября 1946 года, СССР) — российский экономист и демограф, общественный деятель, директор Азиатско-Тихоокеанского института миграционных процессов (с 2005), ведущий научный сотрудник Тихоокеанского института географии ДВО РАН. Кандидат экономических наук.

## Биография

### Образование
В 1971 году окончил экономический факультет Московского государственного университета имени М. В. Ломоносова.
В 1979 году защитил диссертацию на соискание ученой степени кандидата экономических наук по теме «Исторические типы расселения населения и критика утопических концепций».

### Профессиональная деятельность и карьера
- 1971—1980 — младший научный сотрудник, научный сотрудник Тихоокеанского института географии ДВНЦ АН СССР
- 1980—2006 — заведующий лабораторией региональных проблем расселения Тихоокеанского института географии ДВО РАН
- 1990—1993 — заместитель председателя 21 созыва городского Совета народных депутатов г. Владивостока
- в 1990—2000-е гг. — работал в Тихоокеанском центре стратегических разработок: директор института региональных проектов, зам. директора центра, научный руководитель центра
- с 2005 — директор Азиатско-Тихоокеанского института миграционных процессов
- с 2006 — ведущий научный сотрудник лаборатории социальной и медицинской географии Тихоокеанского института географии ДВО РАН
- с 2012 — действительный член Ассоциации российских географов-обществоведов

Являлся членом рабочей группы Министерства по развитию Дальнего Востока по разработке концепции демографической политики, экспертного совета по стратегическому развитию г. Владивостока при Администрации г. Владивостока. Является экспертом Российского совета по международным делам и Комитета по регулированию рынка труда и миграционной политики, профессиональному образованию и подготовке кадров Приморского регионального отделения Общероссийской общественной организации «Деловая Россия».
Один из разработчиков Концепции социально-экономического развития города Владивостока и его агломерации. Участвовал в разработке стратегии социально-экономического развития Приморского края до 2010 года, программ социально-демографического развития Приморского края до 2025 года, концепции развития демографической политики на Дальнем Востоке, национальной программы развития Дальнего Востока до 2025 года и в других проектах.

### Научная деятельность
Сфера научных интересов лежит в области демографии, миграционных процессов, регионального и стратегического развития, проблем управления.

### Публикации
Автор более 200 научных и публицистических публикаций. Член авторских коллективов монографических изданий «Морской транспорт России на фоне мировых тенденций» (2008), «Россия в Азиатско-Тихоокеанском Регионе: перспективы интеграции» (в двух томах; 2011, 2012), «Тихоокеанская Россия: страницы прошлого, настоящего, будущего» (2012), «Международная миграция в России: профилактика социальных рисков» (2018)

#### Некоторые опубликованные работы
- Авдеев Ю. А., Сидоркина З. И., Ушакова В. Л. Тенденции демографического развития в районах Российской Восточной Арктики // Народонаселение. 2020. Т. 23. № 3. С. 130—144.
- Авдеев Ю. А. О демографической политике для Российского Дальнего Востока // Статистика и Экономика. 2017. № 6. С. 59-68.
- Авдеев Ю. А., Сидоркина З. И., Ушакова В. Л. Территориальная структура демографического потенциала Российского Дальнего Востока // Уровень жизни населения регионов России. 2017. № 2 (204). С. 16-22.
- Авдеев Ю. А., Ушакова В. Л. Демографическая структура населения Приморского края и ее влияние на показатели уровня жизни // Уровень жизни населения регионов России. 2013. № 1 (179). С. 41-46.
- Авдеев Ю. А., Сидоркина З. И., Ушакова В. Л. и др. Проблемы населения Дальнего Востока. Владивосток: Дальнаука, 2004. 212 с.
- Авдеев Ю. А. Некоторые проблемы долговременного развития Дальнего Востока // Вестник Дальневосточного отделения Академии наук СССР. 1990. № 2. С. 11-19.